# Боборыкин, Лукьян Васильевич
Лукьян Васильевич Боборыкин  (1694 — 1767) — кавалергард, действительный статский советник, участник многих войн, военно-дипломатический и административный деятель XVIII века.

## Происхождение
Отец — помещик из дворян Василий Петрович Боборыкин, по-видимому, рано умерший. Дед — стольник и дипломат Петр Иванович Боборыкин, подписавший родословную роспись рода Боборыкиных, в 1686—1688 годах представленную в Палату родословных дел, новгородский, вологодский, галичский, можайский и московский помещик. Согласно делам о спорных имениях наследников Лукьяна, мать — девица Матрёна Александровна Апухтина, в первом браке — Боборыкина, во втором браке — Коптяжина (умерла не позднее 1746), представительница угасшей в начале XVIII века, по мужской линии, младшей ветви орловских дворян Апухтиных.
По полюбовному разделу с сестрами — Александрой Владычиной, Авдотьей Полтевой и Ириной Соковниной, совершенного в 1706 года, помещица родовых недвижимых имений, состоящих Болховского уезда, Гондыревского стана, ½ села Богородицкого (Рябинки тож), слободки Рябинки и пустоши Черни, и Карачевского уезда, Городского и Хотимского станов, деревень Мертвой Слободки, Полкевичи и пустоши Мошкевича. Дочь стольника Александра Ивановича Апухтина Казаринова (1635/36 — 1705), старшего сына дворянина московского Ивана Казаринова Апухтина (до 1600—1648).
Рано овдовев, во 2-м браке, не позднее 16 февраля 1706 года — жена поручика Бутырского пехотного полка (с 1700 года) и полкового адъютанта генеральства князя Н. И. Репнина (с 1700 года), участника основных кампаний Северной войны 1700—1721 годов, включая морские десанты 1718—1719 годов русского гребного флота на побережье Швеции и Финляндии, затем Воронежского пехотного полка премьер-майора (с 1716 года из премьер-майоров Киевского гарнизона) Афанасия Фёдоровича Коптяжина (1660-е — не ранее 1721), московского домовладельца, ярославского, вологодского, муромского и болховского помещика, старшего сына дворянина московского Фёдора Ивановича Коптяжина (скончался не ранее 1682/83).

## Биография
Л. В. Боборыкин рано осиротел и воспитывался в доме семьи опекуна — ген.-фельдмаршала князя И. Ю. Трубецкого.
Участник Северной войны 1700—1721 годов. Вступил в службу в 1714 году денщиком ген.-фельдмаршала кн. М. М. Голицына. В 1718 году определен капралом Воронежского пехотного полка, где служил до 1722 года, проходя службу каптенармусом и сержантом. В 1718 году принимал участие «во многих партиях на шведской стороне и в 1720 г. участвовал во взятии четырех шведских фрегатов». В 1722 году произведен прапорщиком Шлиссельбургского, и переведен прапорщиком сформированного Астрабадского, пехотных полков Низового корпуса.
Участник Русско-персидского войны 1722—1723 годов и был при взятии г. Дербента. В 1724 году с Астрабадским полком командирован в Кабарду «для принятия принца Грузинского». Из прапорщиков Астрабадского пехотного полка с 20 сентября 1725 года произведен подпоручиком того же полка. В 1726 году показан в чине унтер-лейтенанта, Московской конторой Военной коллегии определен к смотру в С.-Петербург, где зачислен в Кавалергардский корпус кавалергардом в «поручицком ранге».
Участник событий 19.01-25.02.1730 года. В числе прочих кавалергардов подписал прошение (так называемый «проект 25-ти») о принятии русского престола императрицей Анной Иоанновной. За службу и верность с 20.07.1730 года произведён в ранг армии капитана. При расформировании кавалергардов, с 23.06.1731 года пожалован в чин армии премьер-майора, изъявив желание служить в драгунских полках Украинского корпуса. Однако, числился «на вакации» в 1731—1732 годах. В 1733 году определён премьер-майором Архангелогородского пехотного полка.
Участник Войны за польское наследство 1733—1735 годов: в 1733 году принимал участие «в делах под Варшавой и других партиях»; в 1734 году был при осаде Гданьска и взятии «предместья Оръ»; при штурме форта Гагельсберга пулей был ранен в щеку и шею навылет; в 1735 году пожалован подполковником.
Участник Русско-турецкой войны 1735—1739 годов: при Рейнском походе (1735) в должности кригс-комиссара экспедиционного корпуса ген.-фельдмаршала графа П. П. Ласси; в Азовском походе (1736) в том же чине и в той же должности; из Киева в 1736 году вызван в С.-Петербург, в Военную коллегию; в 1737 году назначен подполковником Казанского гарнизонного драгунского полка. Представлен с 18.01.1738 года в обер-кригс-комиссары.
Именным указом от 13.09.1739 года, в чине армии полковника назначен на Дон, в Астрахань, к калмыцким делам, военно-дипломатическим посланником при дворе принявшего русское подданство калмыцкого хана Дондук-Омбо с целью «охраны и защиты… от неприятельских нападений… ради охранения онаго хана с нарочно определенною командою». Состоял в службе при калмыцких делах до октября 1742 года, имея команду над иррегулярным отрядом своего имени из саратовских, царицынских, дмитриевских и черноярских казаков. С 21.03.1741 года состоял при вдове хана Донук-Омбо — ханши Джан, после смерти мужа продолжавшей править калмыками от имени своего сына Рандула. Не смог предотвратить сражение (27.06.1741) в местечке Бага-Болхун, при Чёрном Яре, между войсками ханши Джан с войском претендента на ханский трон Галдана-Данджина, сыном Аюк-хана и вдовствующей ханши Дарма-Балы, в результате которого Галдан-Данжин с братьями и родственниками были убиты, а его улусы разграблены. С 18.01.1742 года представлен к отставке от должности посланника при калмыцких делах. По прошению, в октябре 1742 года уволен от военной службы «по болезни». С 19.02.1743 года определён к статским делам и «отпущен в дом до указу».
С апреля 1745 по ноябрь 1746 года командирован в Тобольск членом и полковником (начальником) следственной комиссии о злоупотреблениях сибирского губернатора, ген.-майора А. М. Сухарева. Будучи сибирским следователем, Л. В. Боборыкин сам обвинялся в предвзятости и кумовстве, подвергался дисциплинарным взысканиям, было указано «за непорядочные его в противность многим указам поступки, не производить ему жалованья». В связи с тем, что «за смертью его жены и матери его дети остались дома без призору», в конце 1746 — начале 1747 года, по прошению, «отпущен в дом» и находился «не у дел».
По указу Правительствующего Сената от 11.05.1749 года, назначен членом и светским председателем Московской следственной о раскольниках комиссии, работавшей с 1745 по 1756 год. Велено ему «пока… в той комиссии обретается жалование производить… из штатс-конторы, из не положенных в штат доходов, на счет конфискованных по той комиссии пожитков; и о всем выше писанном в св. синод сообщить ведение, а в раскольническую Комиссию и в шт.-контору послать указы, а в герольдмейстерскую контору о надлежащем дать известие». Служил светским председателем Московской следственной комиссии о раскольниках до её закрытия в июле 1756 года. С 18.12.1753 года из полковников пожалован статским советником, против ранга армии бригадира, с оставлением в должности.
После упразднения Следственной о раскольниках комиссии, с июля 1756 по февраль 1759 года — член Присутствия Судного приказа. В феврале 1759 года отпущен в годовой отпуск. Не возвращаясь из отпуска в Москву, в 1760 году подал в Правительствующий Сенат прошение о полной отставке «вследствие преклонных лет и болезни». С 17.01.1761 года приговором Сената от службы отставлен с повышением ранга. Однако, его отставка официально была утверждена только через три года, указом Её Величества от 16.12.1764 года, когда Л. В. Боборыкин «за старостию от всех дел отставлен вовсе», с пожалованием чина действительного статского советника.

## Помещичьи владения
Крупный помещик. По сведениям 3-й ревизии — 1764 года, за ним имения в Алексинском, Бежецком, Болховском, Дмитровском, Ефремовском, Костромском, Ливенском, Луховском, Можайском, Московском, Новгородском, Новосильском, Серпейском и Ярославском уездах.
Московский домовладелец: с 1749 по 1763 год с семьей проживал в собственном доме, в Земляном городе, в Хлебенной улице (совр. — Хлебный переулок), в приходе церкви Симеона Столпника, что на Поварской. Ранее проживал в собственном доме в Земляном городе, на белой земле, в Князь-Настасьином пер. (совр. — Настасьинский переулок), в приходе церкви Рождества Христова, что в Старых Палачах.
Выйдя в отставку, жил в подмосковном своем имении, сельце Городчикове Дмитровского уезда, в котором владел 28 душами крепостных мужского пола.
Помещик сельца Афанасьево Ярославского уезда; села Богородицкого (Рябинки тож) и деревни Александровки (Тулупова тож) Болховского уезда; сельца Лукьяновка, сельца Троицкого (Козловка тож) с пустошами Ефремовского уезда; сельца Загорье и деревни Чернцы с пустошами Новгородского уезда и др.

## Семья
Был женат дважды.

### Первый брак
Первым браком — на княжне Мещерской Анне Васильевне (? — не позднее 1746), дочери князя Василия Алексеевича Мещерского, новгородской помещице, московской домовладелице.

### Дети от первого брака
- Василий Старший, по-видимому, рано умерший. Сведений о службе нет.
- Алексей (умер не позднее 1806) — армии капитан. Служил в Украинской ландмилиции. Из сержантов Украинских ландмилицких полков с 5 октября 1750 года пожалован прапорщиком Украинской ландмилиции. В 1759 году отставлен армии капитаном. В том же чине в 1786 году служил дворянским заседателем Никитского уездного суда Московской губернии.
- Фёдор (1724 -?) — надворный советник. Воспитывался в Сухопутном шляхетском кадетском корпусе. Из кадет с 5 сентября 1751 года произведён прапорщиком Бутырского пехотного полка. В 1762 году вышел в отставку секунд-майором. С 1778 по 1786 год служил заседателем 1-го и 2-го департаментов Верхнего земского суда Орловского наместничества, из сек.-майоров пожалован надворным советником.
- Наталья.
- Дмитрий (1739 — около 1815) — опекун, действительный статский советник. Родственник тайной советницы Н. М. Коваленской, жены рязанского губернатора М. И. Коваленского, и студенческий товарищ светлейшего князя Г. А. Потемкина-Таврического.

### Второй брак
Вторым браком с 1749 года Л. В. Боборыкин был женат на вдове Дарье Григорьевне Буниной (? — не ранее 1769), жены обер-провиантмейстера в чине армии капитана Ингерманландского пехотного полка Федора Андреевича Бунина (? — не позднее 1743), урождённой Кисленской, дочери стряпчего Григория Петровича Кисленского, новосильского и алексинского помещика. Для вдовы Д. Г. Буниной это был третий брак.
Во втором браке с капитаном Ф. А. Буниным Дарья Григорьевна имела сына — Михаила, родившегося около 1730 года. Московская домовладелица: за ней, в совместном владении с малолетним сыном Михаилом, в 1743 году была наследованная от мужа, по полюбовному разделу с деверем — Олонецкого драгунского полка капитаном Иваном Андреевым Буниным, половина дворовой усадьбы в Земляном городе, на тяглой земле Старой Конюшенной слободы, в приходе церкви Священномученика Власия, родовая московская усадьба дворян Ф. А. и И. А. Буниных, принадлежавшая им по наследству от отца — стольника Андрея Романовича Бунина, помещика Алексинского и Рязанского уездов. Вторая половина усадьбы принадлежала деверю, капитану И. А. Бунину. По двум купчим: от 30 января 1749 и 10 февраля 1749 года, вдова капитанша Д. Г. Бунина и сын её, солдат М. Ф. Бунин, свою половину дворовой усадьбы продали соседу — князю Михаилу Сергеевичу Львову, всего за 50 руб.

### Дети от второго брака
Во втором браке с вдовой Д. Г. Буниной полковник Л. В. Боборыкин имел:
- Сына Василия Младшего (1750 — февраль 1817), отставленного от службы гвардии капитан-поручиком Измайловского полка, владельца, кроме отцовского наследства в разных уездах, благоприобретенного в 1787 году у разных помещиков недвижимого имения, состоящего Курского наместничества, Тимского уезда, в селах Пузачи и Репце, с окрестными землями.
- Дочь Дарью, бывшую замужем, согласно земельно-имущественным сделкам и делам по спорам о наследстве недвижимых имений, за своим единокровным, по матери, братом — Псковского пехотного полка подпоручиком Михаилом Федоровичем Буниным (родной брат, по матери, гвардии капитан-поручика Василия Младшего Лукьянова Боборыкина), помещиком села Ольхи, Шацкого уезда, Тамбовского наместничества.

Девица Д. Л. Боборыкина в браке с М. Ф. Буниным имела сына — секунд-майора Александра Михайловича Бунина, помещика села Ольхи Шацкого уезда Тамбовской губернии, женатого на N и оставившего дочь — Елену, орловскую помещицу, бывшую замужем за губернским секретарем Александровым. Губернская секретарша Е. А. Александрова, жившая с семьей в имении мужа, в селе Пониковцы Засосенского стана Елецкого уезда Орловской губернии, по праву кровного родства объявила себя наследницей недвижимого имения капитан-поручика В. Л. Боборыкина Младшего, не имевшего потомства, и оспаривала духовное его завещание, согласно которому всё движимое и недвижимое своё имение Василий Младший завещал разным лицам, не имевшим отношения к роду Боборыкиных.